# Pseudanthias sheni
Pseudanthias sheni és una espècie de peix de la família dels serrànids i de l'ordre dels perciformes.

## Morfologia
- Els mascles poden assolir 10,5 cm de longitud total.[3][4]

## Hàbitat
És un peix marí de clima tropical i associat als esculls de corall que viu entre 25-46 m de fondària.

## Distribució geogràfica
Es troba a Austràlia Occidental.